# Адолф (Насау-Саарбрюкен)
Адолф фон Насау-Саарбрюкен) (на немски: Adolf von Nassau-Saarbrücken; * 22 август 1526; † 26 ноември 1559) е граф на Насау-Саарбрюкен.

## Живот
Той е най-малкият син на граф Йохан Лудвиг фон Насау-Саарбрюкен (1472 – 1545) и втората му съпруга Катарина графиня фон Моерс-Сарверден (1491 – 1547), дъщеря на граф Йохан III (II) фон Мьорс-Сарверден († 1507) и графиня Анна фон Берг'с Херенберг († 1553).
През 1544 г. баща му разделя собствеността си между синовете си Филип II (1509 – 1554), Йохан IV (1511 – 1574) и Адолф. След смъртта на най-големия му бездетен брат Филип 1554 г. собствеността му получават братята Адолф и Йохан IV.
Адолф се жени на 28 август 1553 г. в Бопард за Анастасия фон Изенбург-Гренцау (* ок. 1530; † 26 януари 1558, Кирххаймболанден), дъщеря на Хайнрих фон Изенбург в Гренцау († 1553) и Маргарета фон Вертхайм († 1538). Бракът е бездетен.
Той умира на 33 години на 26 ноември 1559 г. и е погребан в Кирххайм.